# Gare de Bailleul
Ne doit pas être confondu avec Gare de Bailleul-Sir-Berthoult.
La gare de Bailleul est une gare ferroviaire française de la ligne de Lille aux Fontinettes, située sur le territoire de la commune de Bailleul, dans le département du Nord, en région Hauts-de-France.
Elle est mise en service en 1848 par la Compagnie des chemins de fer du Nord. C'est une gare de la Société nationale des chemins de fer français (SNCF), desservie par des trains TER Hauts-de-France.

## Situation ferroviaire
Établie à 22 mètres d'altitude, la gare de Bailleul est située au point kilométrique (PK) 31,683 de la ligne de Lille aux Fontinettes, entre les gares de Steenwerck et de Strazeele.

## Histoire

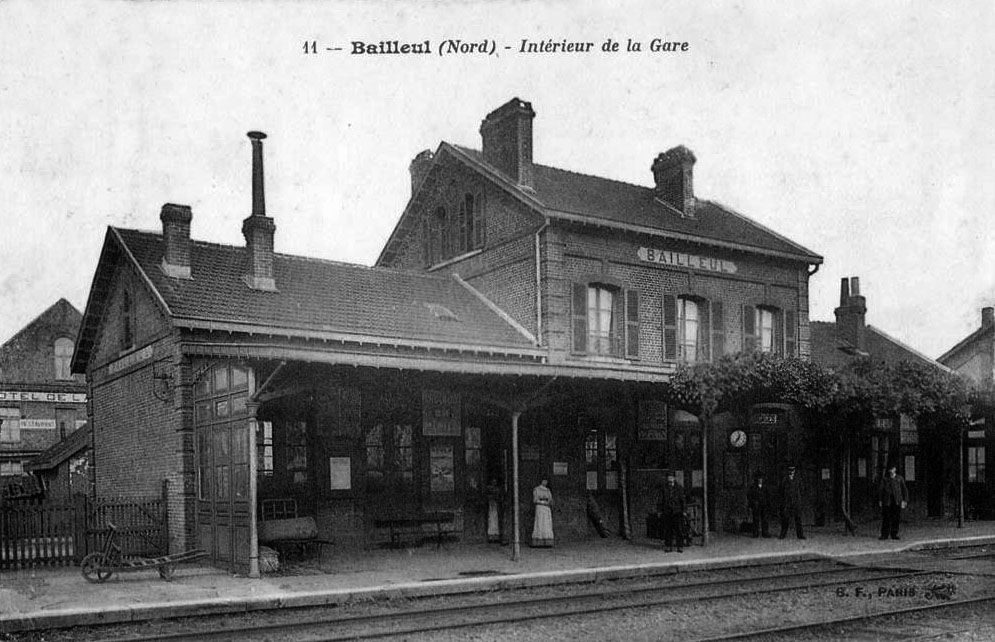
Intérieur de la gare vers 1900.

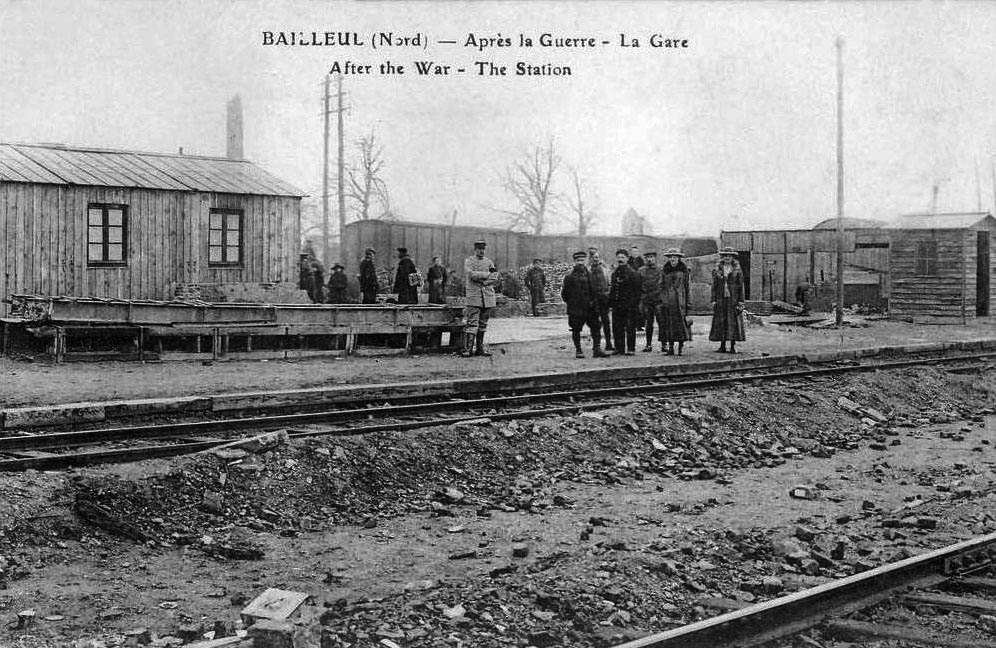
Gare provisoire vers 1918.

En 1847 quand la mairie apprit que le chemin de fer passerait par Bailleul, elle demanda que la gare soit édifiée en bas de la rue de Lille mais la compagnie ferroviaire eut gain de cause
La station de Bailleul est mise en service le 1er septembre 1848 par la Compagnie des chemins de fer du Nord, lorsqu'elle ouvre la section de Lille à Saint-Pierre-lès-Calais de son chemin de fer de Lille à Calais.
La gare eut à ses débuts un important trafic de fret, grâce notamment aux Grapperies du Nord qui utilisaient beaucoup de charbon et d'autres industries qui y recevaient leurs matières premières ou y expédiaient leurs marchandises, comme les brasseries, les usines textiles ou la conserverie. C'était également le lieu de départ des trains de pommes de terre et des céréales. le trafic de marchandises diminua avec la fermeture progressive de ces établissements. La gare n'est utilisée aujourd'hui que pour le transport de voyageurs .
Le tableau du classement par produit des gares du département du Nord pour l'année 1862, réalisé par Eugène de Fourcy, ingénieur en chef du contrôle, place la station de Bailleul au 27e rang, et au 80e pour l'ensemble du réseau du Nord, avec un total de 71 270,30 fr. Dans le détail, cela représente : 47 107,09 fr pour un total de 29 310 voyageurs transportés, la recette marchandises étant de 3 743,66 fr (grande vitesse) et 20 419,55 fr (petite vitesse).
Les plans du projet définitif du bâtiment voyageurs ont été présentés par la Compagnie en 1864.
La gare est détruite durant la Première Guerre mondiale. Une gare provisoire en bois la remplace dès la fin du conflit. Un bâtiment définitif est ensuite érigé.
En 2014, environ 2 500 voyageurs fréquentent la gare chaque jour avec 1 300 abonnés (1 050 avec un abonnement travail et 300 un abonnement étudiant) avec 57 % de résidents à Bailleul et 57 TER s'y arrêtent en moyenne chaque jour .
En 2021, la gare est rénovée et mise en accessibilité pour les personnes à mobilité réduite (abaissement du guichet de vente, création de bandes podotactiles, rénovation du mobilier d'attente et de l'ensemble des menuiseries), pour un montant de 600 milles euros.

## Service des voyageurs

### Accueil
Gare SNCF, elle dispose d'un bâtiment voyageurs, avec guichet, ouvert tous les jours. Elle est équipée d'automates pour l'achat de titres de transport.
Un souterrain permet la traversée des voies et le passage d'un quai à l'autre.

### Desserte
Bailleul est desservie par des trains TER Hauts-de-France, qui effectuent des missions entre les gares de Lille-Flandres et de Dunkerque, ou d'Hazebrouck.

### Intermodalité
Un parc à vélos et un parking sont aménagés à ses abords.
Les lignes 108, 109, 130 et 131 du réseau Arc-en-Ciel desservent la gare via une gare routière rénovée entre 2013 et 2014.